# دينهولم (كيبك)
دينهولم (بالإنجليزية: Denholm, Quebec)‏ هي بلدية محلية في كيبيك تقع في كندا في La Vallée-de-la-Gatineau Regional County Municipality. يقدر عدد سكانها بـ 572 نسمة ومساحتها 199.50 كم2 .